# Cornelis Pronk
Cornelis Pronk (1691-1759) est un dessinateur, peintre (de miniature) et créateur de porcelaine néerlandais.

## Biographie
Cornelis Pronk est né en 1691, fils d'un marchand de maïs mennonite. Après avoir travaillé pour son père pendant plusieurs années, Pronk a été apprenti chez Jan van Houten et le portraitiste Arnold Boonen, sur les conseils de l'expert en art Lambert ten Kate Hermansz.
Pronk est surtout connu pour ses dessins remarquablement précis de villages, villes et bâtiments (connus sous le terme de dessins topographiques), de la première moitié du XVIIIe siècle, qui reflétaient le besoin croissant d'une représentation exacte de l'architecture. Vers 1727-1729, son style de dessin commença ainsi finalement à prendre la forme d'une représentation transparente et fidèle des bâtiments dessinés, placés sous une lumière ensoleillée, souvent de style italien.
Pour ce faire, il sillonne le pays, accompagné ou non, d'autres personnes, réalise des croquis sur place (certains carnets sont encore conservés, d'autres morcelés et dispersés dans des collections) et les élabore par la suite avec une précision quasi photographique. Certains voyages peuvent encore être reconstitués à partir d'esquisses et de dessins détaillés, qu'il datait généralement.
Il devient ainsi le fondateur d'une nouvelle école de dessin topographique et accueille des étudiants comme Abraham de Haen (nl) (1707–1748), Paulus van Liender et Jan de Beijer.
Avec ses élèves Jan de Beijer et Abraham de Haen, il a produit plus de 700 dessins pour Het verheerlykt Nederland («La gloire des Pays-Bas»), un ouvrage en plusieurs volumes publié de 1745 à 1774 par l'éditeur Isaak Tirion (nl), documentant toutes les provinces de la République des Provinces Unies. Beaucoup de ses dessins ont été transformés en gravures par d'autres artistes tels que Hendrik Spilman et Simon Fokke. Pronk a également contribué aux dessins d'un atlas de 1760 de la province de Zélande, Een en twintig gezigten der stemmende steden van Zeeland en derzelver voorname gebouwen.
Dans sa période initiale, il a fait de nombreux dessins commandés par Andries Schoemaker, un marchand de tissu et historien amateur avec qui il a voyagé à travers la Hollande-Septentrionale, la Gueldre, l'Overijssel, la Drenthe et la Frise. Grâce aux voyages et au travail topographique de Pronk c.s., une grande partie du patrimoine du XVIIIe siècle maintenant disparu est connu aujourd'hui. Cornelis Pronk a également réalisé sur une longue période de sa vie, des créations de vaisselle de type chinoiserie.
Pronk était Mennonite et fut baptisé à l'âge relativement jeune de 23 ans. Il resta célibataire, car au sein de sa congrégation il n'était pas possible de s'unir à une non-Mennonite et peu de femmes étaient disponibles pour le mariage.
Quatre des livrets d'esquisses de Pronk sont conservés dans les collections du Rijksprentenkabinet (Cabinet National des Estampes), aujourd'hui intégré au Rijksmuseum à Amsterdam. En 1997, le musée Frans Hals à Haarlem a présenté une exposition de l'œuvre de Pronk.

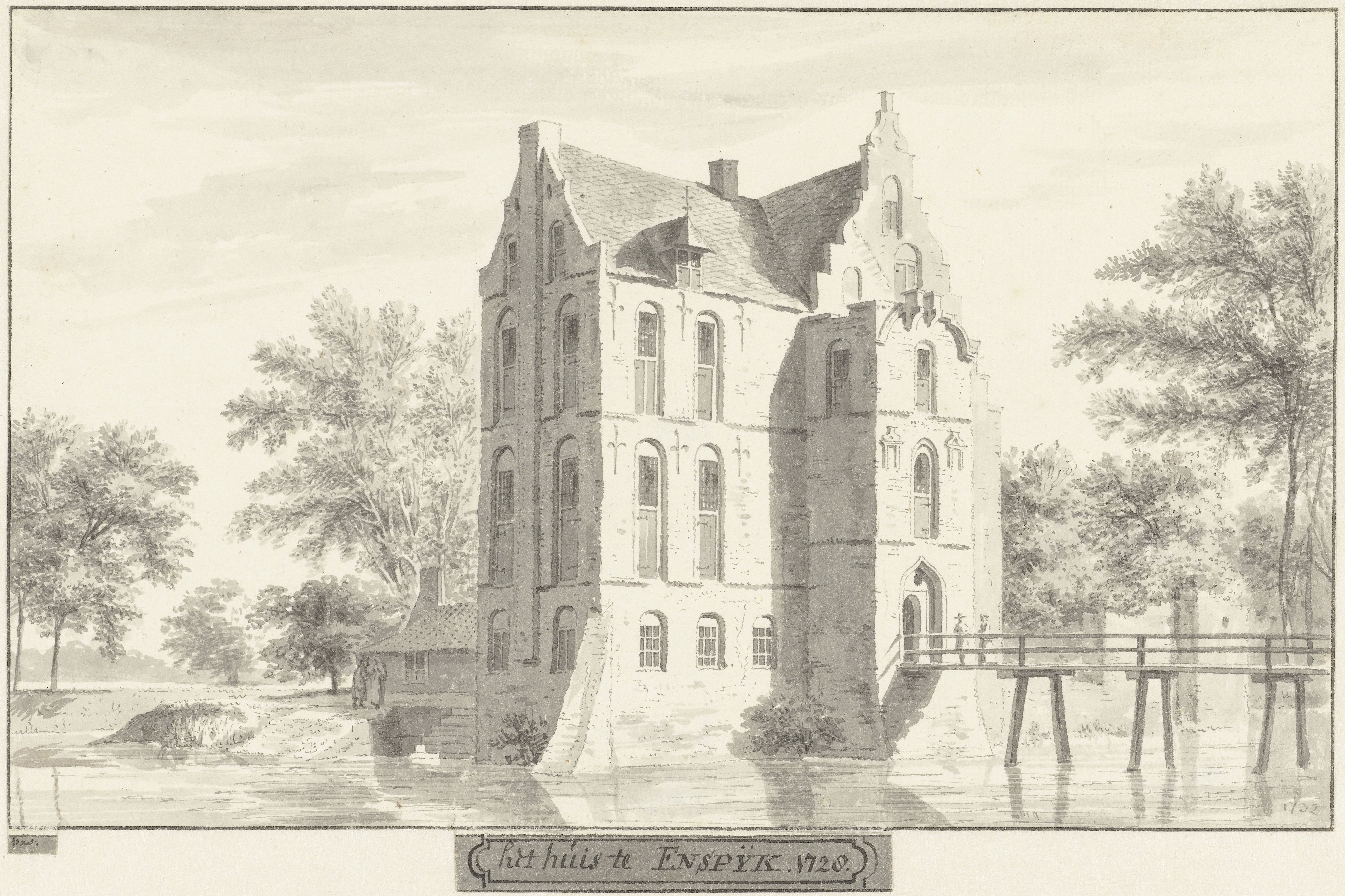
Le Manoir à Enspijk ou (Huis te Enspijk), à Enspijk, 1728-1732
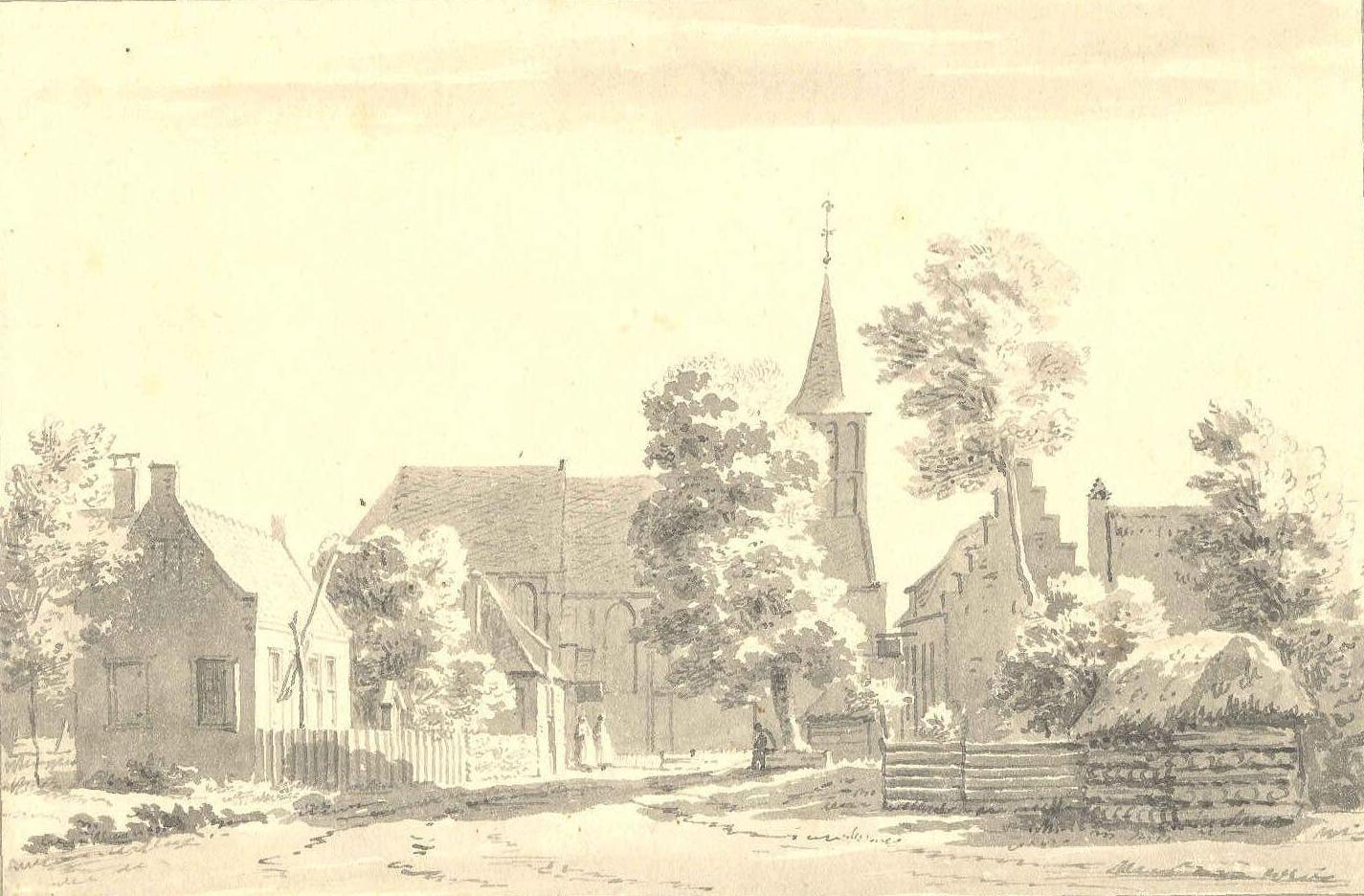
L'église Saint Lambert (ou Sint-Lambertuskerk) à Kerk-Avezaath, 1732
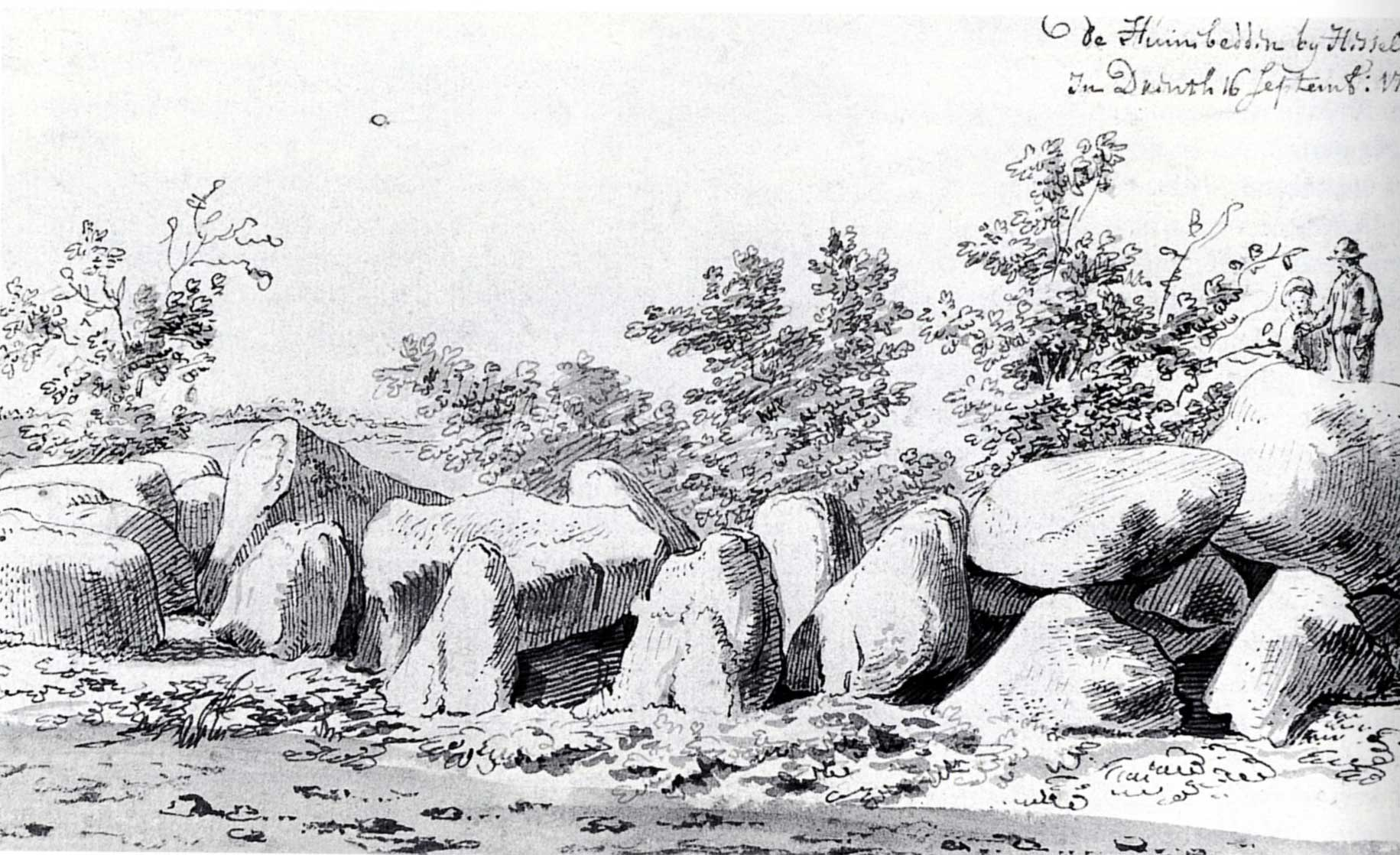
L'allée couverte D53 (ou Hunebed D53) près d'Havelte, 1737
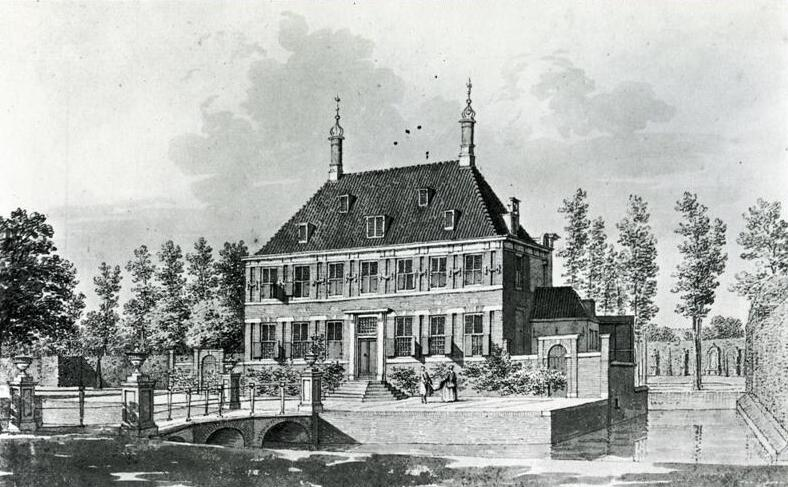
Le Manoir Akerendam (ou Huis Akerendam) à Beverwijk, 1756